# Territorialprälatur Alto Xingu-Tucumã
Die Territorialprälatur Alto Xingu-Tucumã (lateinisch Praelatura Territorialis Xinguensis-Tucumensis, portugiesisch Prelazia de Alto Xingu-Tucumã) ist eine in Brasilien gelegene römisch-katholische Territorialprälatur mit Sitz in Tucumã im Bundesstaat Pará.

## Geschichte
Die Territorialprälatur Alto Xingu-Tucumã wurde am 6. November 2019 durch Papst Franziskus aus Gebietsteilen des Bistums Marabá sowie der aufgelösten Territorialprälatur Xingu errichtet und dem Erzbistum Santarém als Suffragan unterstellt. Erster Bischof wurde Jesús María López Mauléon OAR.
Die Territorialprälatur Alto Xingu-Tucumã umfasst die Munizips Tucumã, São Félix do Xingu, Ourilândia do Norte, Bannach, Cumaru do Norte und Água Azul do Norte.